# Marionobiotus jeanneli
Marionobiotus jeanneli är en kräftdjursart som beskrevs av Claude Chappuis 1940. Marionobiotus jeanneli ingår i släktet Marionobiotus och familjen Thalestridae.